# 万津
万津 是马来西亚雪兰莪瓜拉冷岳县最大的城镇，距离首都吉隆坡西南部大约60公里。人口以华裔占大多数，其次为巫裔和印裔。地形以油棕园地占多数，主要河流有冷岳河。万津市目前迎来两项综合发展计划，分别是国民企业有限公司（PNB）开发，占地2000英亩的哥打斯里冷岳城镇（Kota Seri Langat）；及由金狮集团开发的万津皇冠镇（Bandar Baru Mahkota，亦称Bandar Mahkota Banting）计划，皆靠近兴建中的西海岸大道。1981年3月25日，马来西亚副首相马哈迪·莫哈末访问万津。

## 教育
国民型华文小学
- 万津中华小学 (SJK(C)CHOONG HUA)
- 万津启化小学 (SJK(C)KAH WAH)
- 万津中南华小 (SJK(C)TIONG NAM)

国民型淡米尔文小学
- 朱格拉淡小（SJKT JUGRA）
- 直落拿督淡小（SJKT TELOK DATOK)
- 双溪旺月淡小 (SJKT SUNGAI MANGGIS)

国民小学
- 美以美国小 （SK METHODIST)
- 双溪旺月国小 (SK SUNGAI MANGGIS)
- 斯里冷岳国小 (SK SRI LANGAT)
- 干宗达腊国小 (SK KANCHONG DARAT)

国民中学
- 万津国中（SMK Banting）
- 万津市镇国中（SMK Bandar Banting）
- 武吉樟岗国中（SMK Bukit Changgang）
- 朱格拉国中（SMK Jugra）
- 万津美以美国中（SMK Methodist）
- 双溪旺月国中（SMK Sungai Manggis）
- 直落拿督国中（SMK Telok Datok）

工业培训学校
- 瓜拉冷岳工业培训学院（ILP）

大学预科班
- 雪兰莪大学预科班学院（KMS）

## 人口
根据2023年马来西亚选举委员会的资料，万津区主要以华裔占大多数。其中华裔占57.40%、巫裔18.08%、印裔22.46%及其他族群为2.07% 。